# Conde de Campo Belo
Conde de Campo Belo é um título nobiliárquico criado por D. Luís I de Portugal, por Decreto de data desconhecida e Carta de 10 de Fevereiro de 1887, em favor de Adriano de Paiva de Faria Leite Brandão.
Titulares
1. Adriano de Paiva de Faria Leite Brandão, 1.º Conde de Campo Belo.

Após a Implantação da República Portuguesa, e com o fim do sistema nobiliárquico, usaram o título:
1. Diogo Leite Pereira de Paiva Távora e Cernache, 2.° Conde de Campo Belo;
2. Adriano Leite Pereira de Paiva Távora e Cernache, 3.° Conde de Campo Belo;
3. Henrique Leite Pereira de Paiva Távora e Cernache, 4.° Conde de Campo Belo, 2.° Visconde de Barros Lima;
4. Diogo Leite Pereira de Lancastre Távora e Cernache, 5.° Conde de Campo Belo;
5. Henrique Raul Ferreira Leite Pereira de Cernache, 6.° Conde de Campo Belo.[2]